# Audace (D 551)
«Аудаче» (італ. Audace (D 551)) — ескадрений міноносець з керованим ракетним озброєнням однойменного типу ВМС Італії 1970-х років

## Історія створення
Ескадрений міноносець «Аудаче» був закладений 27 липня 1968 року на верфі «Cantieri Navali del Tirreno e Riuniti» в Генуї. Спущений на воду 2 жовтня 1971 року, вступив у стрій 16 листопада 1972 року.

## Історія служби
У липні 1982 року есмінець брав участь в операції ООН в Сомалі. 
У лютому-березні 1984 році брав участь в миротворчій операції в Лівані. 
У травні-липні 1986 року брав участь в операції «Джірасоле» (італ. Girasole) по патрулюванню в Сицилійській протоці під час кризи в Лівії та лівійської ракетної атаки проти Лампедузи.
У 1991 році есмінець був у складі багатонаціональних сил під час війни в Перській затоці.
Однією з останніх операцій була участь корабля в патрулюванні під час Косовської війни.
28 вересня 2006 року есмінець був виключений зі складу флоту і у 2018 році проданий на злам.
Загалом за час служби «Аудаче» пройшов 630 000 миль за 57 000 ходових годин.